# Leylāneh
Leylāneh (persiska: لیلانه) är en ort i Iran.   Den ligger i provinsen Västazarbaijan, i den nordvästra delen av landet, 500 km väster om huvudstaden Teheran. Leylāneh ligger 1 347 meter över havet och antalet invånare är 428.
Terrängen runt Leylāneh är lite bergig, och sluttar västerut. Runt Leylāneh är det ganska tätbefolkat, med 83 invånare per kvadratkilometer. Närmaste större samhälle är Sīser, 6,0 km nordost om Leylāneh. Trakten runt Leylāneh består till största delen av jordbruksmark.